# Devin Ebanks
Devin Rondell Ebanks (New York, 28 ottobre 1989) è un cestista statunitense, professionista nella NBA e in D-League.

## Carriera
È stato selezionato dai Los Angeles Lakers al secondo giro del Draft NBA 2010 (43ª scelta assoluta).

## Statistiche

### College
| Anno      | Squadra         | PG | PT | MP   | TC%  | 3P%  | TL%  | RP  | AP  | PRP | SP  | PP   |
| --------- | --------------- | -- | -- | ---- | ---- | ---- | ---- | --- | --- | --- | --- | ---- |
| 2008-2009 | WV Mountaineers | 35 | 34 | 30,2 | 47,0 | 12,5 | 70,0 | 7,8 | 2,7 | 0,8 | 0,7 | 10,5 |
| 2009-2010 | WV Mountaineers | 34 | 31 | 34,1 | 45,7 | 10,0 | 77,0 | 8,1 | 2,4 | 1,1 | 0,7 | 12,0 |
| Carriera  | Carriera        | 69 | 65 | 32,1 | 46,3 | 11,4 | 73,6 | 7,9 | 2,6 | 0,9 | 0,7 | 11,2 |

### NBA

#### Regular Season
| Anno      | Squadra     | PG | PT | MP   | TC%  | 3P%  | TL%  | RP  | AP  | PRP | SP  | PP  |
| --------- | ----------- | -- | -- | ---- | ---- | ---- | ---- | --- | --- | --- | --- | --- |
| 2010-2011 | L.A. Lakers | 20 | 0  | 5,9  | 41,2 | 40,0 | 78,3 | 1,4 | 0,1 | 0,2 | 0,3 | 3,1 |
| 2011-2012 | L.A. Lakers | 24 | 12 | 16,5 | 41,6 | 0,0  | 65,7 | 2,3 | 0,5 | 0,5 | 0,3 | 4,0 |
| 2012-2013 | L.A. Lakers | 19 | 3  | 10,4 | 32,9 | 27,3 | 78,6 | 2,2 | 0,5 | 0,2 | 0,1 | 3,4 |
| Carriera  | Carriera    | 63 | 15 | 11,3 | 38,5 | 22,2 | 72,2 | 1,9 | 0,4 | 0,3 | 0,2 | 3,6 |

#### Playoffs
| Anno     | Squadra     | PG | PT | MP   | TC%  | 3P% | TL%  | RP  | AP  | PRP | SP  | PP  |
| -------- | ----------- | -- | -- | ---- | ---- | --- | ---- | --- | --- | --- | --- | --- |
| 2012     | L.A. Lakers | 9  | 6  | 14,0 | 41,0 | 0,0 | 62,5 | 2,2 | 0,7 | 0,3 | 0,8 | 4,1 |
| Carriera | Carriera    | 9  | 6  | 14,0 | 41,0 | 0,0 | 62,5 | 2,2 | 0,7 | 0,3 | 0,8 | 4,1 |

### G League
| Anno      | Squadra           | PG  | PT | MP   | TC%  | 3P%  | TL%  | RP  | AP  | PRP | SP  | PP   |
| --------- | ----------------- | --- | -- | ---- | ---- | ---- | ---- | --- | --- | --- | --- | ---- |
| 2010-2011 | Bakersfield Jam   | 6   | 0  | 27,6 | 50,0 | 20,0 | 74,2 | 7,7 | 1,7 | 1,5 | 0,7 | 16,5 |
| 2011-2012 | L.A. D-Fenders    | 3   | 0  | 32,1 | 55,3 | 50,0 | 76,9 | 6,0 | 1,3 | 2,0 | 0,0 | 18,3 |
| 2013-2014 | Texas Legends     | 33  | 30 | 37,5 | 44,7 | 30,8 | 80,8 | 8,9 | 2,5 | 1,3 | 0,8 | 24,1 |
| 2013-2014 | Springfield Armor | 12  | 8  | 34,2 | 49,2 | 44,3 | 82,5 | 4,5 | 1,9 | 0,8 | 0,1 | 20,2 |
| 2015-2016 | G. Rapids Drive   | 48  | 48 | 36,4 | 43,9 | 31,3 | 80,5 | 6,9 | 1,6 | 1,6 | 0,3 | 21,9 |
| Carriera  | Carriera          | 102 | 86 | 35,8 | 45,2 | 32,5 | 80,3 | 7,3 | 1,9 | 1,4 | 0,4 | 22,0 |

## Palmarès
- All-NBDL Third Team (2016)